# آلبرت فرید
آلبرت فرید (انگلیسی: Bert Freed؛ ۳ نوامبر ۱۹۱۹ – ۲ اوت ۱۹۹۴) یک صدا پیشه اهل ایالات متحده آمریکا بود.

## مرگ
او در حالی که با پسرش در یک سفر ماهیگیری بود، بر اثر حمله قلبی درگذشت .